# Ах, який солодкий цей ніжний смуток розставання
«Ах, який солодкий цей ніжний смуток розставання» (інша назва: «Еврідіка») — радянський художній фільм 1991 року, знятий режисером Кетеваном Долідзе.

## Сюжет
За мотивами п'єси Жана Ануйя «Еврідіка». Сучасна інтерпретація міфу про Орфея та Евридіку, про життя та смерть. Дія фільму відбувається на залізничній платформі, яка є символом очікування, розставання, символом життя.

## У ролях
- Мераб Нінідзе — Орфей
- Марина Джанашія — Еврідіка
- Резо Чхіквішвілі — Смерть
- Ліа Капанадзе — мати
- Едішер Магалашвілі — батько
- Джемал Моніава — фаворит
- Тамаз Толорая — імпресаріо
- Рамаз Іоселіані — актор
- Мзіза Карчава — актриса
- Гіві Дгебуадзе — офіціант
- Кетеван Долідзе — касир
- Леван Джівідзе — адміністратор
- Тамара Бзіава — дівчинка

## Знімальна група
- Режисер — Кетеван Долідзе
- Сценарист — Кетеван Долідзе
- Оператор — Михайло Мєдніков
- Композитор — Гогі Члаїдзе
- Художник — Юрій Гегешидзе